# Ratpenat de les flors bru
El ratpenat de les flors bru (Erophylla bombifrons) és una espècie de ratpenat de la família dels fil·lostòmids. Viu a República Dominicana, Haití i Puerto Rico.

## Taxonomia
En alguns casos, el ratpenat de flor marró es reconeix com a part del Ratpenat de les flors de Sezekorn, i hi ha dues subespècies reconegudes: Erophylla bombifrons bombifrons i E. b. santacristobalensis.

## Conservació i hàbitat
Segons la Llista Vermella de la UICN, el ratpenat de flor marró es classifica com a espècie de Menys Preocupació a causa de la seva població i distribució. Localment comú, el ratpenat de flor marró pot formar i descansar en colònies de milers de ratpenats en zones més fredes del seu hàbitat. Les principals amenaces inclouen problemes generals amb les coves, ja que és una espècie de cova calenta, huracans i mineria en el seu hàbitat; tanmateix, es troba en zones conservades.

## Dieta i comportament
En comparació amb altres ratpenats, el ratpenat de flor marró comença a buscar aliment força tard. La seva dieta consisteix en una combinació de fruita, nèctar i insectes; en un estudi més detallat de la seva dieta, el 75% dels exemplars havien menjat insectes, el 76% havien menjat nèctar i el 85% havien menjat fruita, i aproximadament la meitat havien menjat tots tres durant el seu període d'alimentació més recent. Els exàmens de pèl i femta han determinat que aquest ratpenat sovint s'alimenta del fruit de la cirera jamaicana, el saüc i Solanum torvum, mentre visita la flor del bananer, la guaiava i el tamarinde silvestre per obtenir nèctar.

## Subespècies
- Erophylla bombifrons bombifrons
- Erophylla bombifrons santacristobalensis